# Schloss Pflanzberg
Das Schloss Pflanzberg ist ein Schloss in der Gemeinde Tägerwilen im Schweizer Kanton Thurgau.

## Geschichte
Das Anwesen wurde 1596 unter dem Namen «Flantzberg» erstmals erwähnt. Es war zu diesem Zeitpunkt an den Vogt des Konstanzer Bischofs in Gottlieben, Constantin de Gall, verpachtet. 1695 liess Christoph Rudolf Würz, Söldnerführer und Generalfeldmarschall des Kaiserlichen Heeres, das Anwesen abreissen und ein neues Gebäude im italienischen Stil errichten, den Kern des heutigen Schlosses. Als 1701 der Thurgauer Landschreiber Sebastian Anton von Reding zu Biberegg das Schloss erwarb, wurde es zum Freisitz erhoben. Um die Mitte des 18. Jh. ging es an die Familie Rüpplin aus Kefikon über. Von 1806 bis 1856 war es im Besitz der Malerfamilie Steiner aus Winterthur. 1917 erwarb der Unternehmer Robert Victor Neher das Schloss und liess es umfangreich umbauen. Der dazugehörige Park wurde vom Schweizer Gartenarchitekten Fritz Klauser neu gestaltet. Später lebte Konsul Johann Georg Stisser, Gründer der «Gemüsebau AG» (später «Biotta») auf dem Pflanzberg. Seit 1950 gehört das Schloss Pflanzberg einer aus Zürich stammenden Unternehmerfamilie, die das Anwesen auch bewohnt. 1984/1985 erfolgte eine Gesamtrenovation mit neuen Anbauten an der Westseite des Schlosses.